# Calvin Goings
Calvin W. Goings (sinh ngày 3 tháng 4 năm 1973) là Giám đốc Tài chính và Dịch vụ Hành chính cho Thành phố Seattle, và là một cựu chính khách. Ông là thành viên trẻ nhất từng phục vụ trong Cơ quan Lập pháp Bang Washington đại diện cho Puyallup năm 22 tuổi.
Goings cũng đã phục vụ hơn 7 năm với tư cách là thành viên của nhóm phát triển kinh tế của Tổng thống Obama, lãnh đạo Cơ quan quản lý doanh nghiệp nhỏ Hoa Kỳ (SBA) ở Tây Bắc Thái Bình Dương, nơi ông tập trung mở rộng hỗ trợ SBA cho các doanh nghiệp nhỏ do phụ nữ, người nhập cư và dân tộc thiểu số làm chủ.

## Tuổi thơ và giáo dục
Calvin Goings lớn lên ở Puyallup, Washington, là con út trong gia đình có 4 người con và theo học tại Trường Trung học Franklin Pierce.
Ông lấy bằng đại học tại Đại học Pacific Lutheran ở Tacoma, Washington.

## Đời tư
Goings sống ở khu phố Belltown của Seattle.